# Слободо-Петрівська сільська рада
Слободо-Петрівська сільська рада — колишній орган місцевого самоврядування у Гребінківському районі Полтавської області з центром у селі Слободо-Петрівка.

## Населені пункти
Сільраді були підпорядковані населені пункти:
- c. Слободо-Петрівка
- с. Гулаківка
- с. Загребелля
- с. Оржиця
- с. Польове